# Château de Montecler
Le château de Montecler est situé à Évron, sur la limite entre les communes déléguées de Châtres-la-Forêt et Saint-Christophe-du-Luat, dans le département de la Mayenne. Il est inscrit au titre des monuments historiques en 2011.

## Histoire: de Launay à Montecler
Montecler résulte de l'ancienne seigneurie de Launay ou l'Aunay-Péan. Elle relevait anciennement du fief du Tremblay à Saint-Christophe-du-Luat, et en arrière-fief d'Entrammes, qui reportait à Château-Gontier. Avec les fiefs et seigneuries de la Roussière et de Moncrintin, elle fut, par acte du 18 mars 1605, érigée en châtellenie de l'Aunay, « à charge de relever du baron de Sainte-Suzanne sous le devoir d'un épervier volant avec le gant pour le porter. »
En janvier 1616, pour reconnaître les services d'Urbain de Montecler, « même aux derniers mouvements », le roi Louis XIII érige la châtellenie « en titre, dignité et prééminence de marquisat, sous le nom de Montecler ».
Le 21 février 1644, André de Montecler, qui venait d'acquérir la seigneurie du Tremblay, obtint du baron d'Entrammes de relever nûment du roi, « en franc alleu noble, à raison de sa baronnie de Château-Gontier ».  Plus tard le baron d'Entrammes cède tous ses droits sur le château de Montecler, moyennant une somme de 4,000 livres et permet au marquis de se donner au roi, comme seigneur et baron de Châteaugontier, en franc-aleu, sans préjudicier toutefois à la mouvance du Tremblay qui continue d'obéir en entier à la baronnie d'Entrammes, dont le seigneur conserva le droit de rachat.
De nouvelles acquisitions et de précieux privilèges agrandirent et décorèrent ensuite Montecler. Le « titre de marquisat » relevait directement de la couronne ; les fiefs de Moncrintin, la Peillerie, la Saugère, Saint-Léger, les Pins, Saint-Christophe, de Sainte-Suzanne, « à charge de quinze jours de garde » ; le Tremblay, de Château-Gontier.
Le château de Montecler relevait, avant 1789, de Monsieur, frère du roi, par sa baronnie de Sainte-Suzanne, pour la partie située sur Châtres-la-Forêt, et pour l'autre du Tremblay, en Saint-Christophe-du-Luat.

## Le château de Montecler

### Description
Si grand qu'il soit, le château de Montecler est resté inachevé. C'est un vaste corps de logis (« d'une monotonie désespérante », dit trop sévèrement Léon Palustre), mutilé d'ailleurs, et qui n'eut jamais son complément par l'élévation des combles élancés et des frontons, et surtout par la création d'un second pavillon dont on voit encore les pierres d'attente. Celui que François-Augustin Gérault attribue faussement au XVe siècle, et qui au contraire offre le type achevé du genre de décoration que devait reproduire avec plus de richesse l'édifice principal, est vraiment beau, surtout avec son annexe si curieusement couronnée d'une toiture aux formes tourmentées, au sommet de laquelle s'ajoure une galerie aérienne. Léon Palustre veut bien reconnaître de l'originalité dans le pavillon du pont-levis toujours en place. Il était bien plus remarquable encore avant la chute d'un autre pavillon, d'une architecture élégante, qui l'accostait.
À l'intérieur, on remarque surtout une grande salle de 14 m de long, et une chambre avec une belle cheminée en lambris peints et sculptés. Cette chambre dorée est en effet remarquable. Ne faut-il pas en attribuer la décoration à un peintre originaire de Château-Gontier, Aimé Bouvier, qu'on voit installé au château en 1693?
Dans la chapelle de Saint-Jean, fort modeste, fondée par André de Montecler vers 1631, Émery de la Ferté, évêque du Mans, administra la confirmation le 21 juillet 1641, et le marquis de Montecler fit transférer en 1752 le service de la chapelle de la Saugère.
L'abbé Angot écrit sur le sujet que les écuries attenantes sont voûtées et surmontées d'une grande pièce dite « salle des gardes ». Des membres de la famille de Montecler exerçèrent des charges militaires d'officiers généraux sous l'Ancien Régime (on se souvient du régiment des « Dragons Montecler » devenu le 13e Dragons aujourd'hui).

### Révolution française
À la suite du départ de René-Georges-Marie en 1791, les biens que la marquise sa femme possédait en propre furent mis sous séquestre on accusait cette dame d'être mère d'émigré, mais elle présenta sa défense. Le premier prairial de l'an III, Louis Dubois du Bais, représentant du peuple en mission dans les départements de l'Orne, de la Sarthe et près les armées, arrête que le séquestre est provisoirement levé, sauf à la citoyenne de Montecler à se pourvoir près le comité de législation pour le faire prononcer définitivement. En conséquence, les fourrages de Montecler ne seront pas transportés dans les greniers de la nation comme le demandait avec instance le citoyen Peton garde des magasins à fourrages. 
Le 26 juin 1791, la garde nationale d'Évron vient enlever du château quelques armes et un vieux canon, donné à Louis de Monteclerc par le cardinal de Richelieu. 
Pendant la Révolution, les bois aux alentours du château sont le théâtre de nombreux combats. Le 4 avril 1793, les gardes nationaux d'Évron fouillent les bois « pour surprendre les gens suspects qui s'y réunissent depuis longtemps ». Le 6 janvier 1795, les républicains y cernent une petite bande de chouans, qui malgré leur petit nombre repoussent la troupe. Le 5 avril 1795, les chouans enlèvent les grains des greniers et les chargent sur des chevaux. Le général royaliste Claude-Augustin de Tercier (1752-1823) vient aussi en janvier 1796 chasser les « pillards » qui dévastent les environs.
Le château de Montecler demeura inhabité durant la Révolution, il ne reçut que des visites passagères, car, au retour de l'émigration, Mme de Montecler s'installa à Paris où elle était mieux placée pour défendre ses intérêts. M. de Montécler resta à la Rongère, la vie de Paris ne convenait pas à sa santé ébranlée et ses rares voyages dans la capitale n'avaient pour but que de revoir les membres de sa famille pendant la saison d'été tous se trouvaient réunis à la Rongère.
Le domaine de Montecler étant négligé depuis longtemps, M. de Montécler se rendit compte de la nécessité d'avoir un régisseur et nomme, M. Bourmault, qui sera maire d'Évron de 1800 à 1807. 
Morin, à son tour, avec les réfractaires de 1812, occupe souvent les bois de Montecler. Enfin, le 27 mai 1832, c'est au château que se réunissent les insurgés royalistes, prêts à tenter un coup de main sur Évron, quand vient le contre-ordre.

## Seigneurs de Montecler

### Propriétaires successifs
- Hamelinus de Alneto, miles, Fromond de l'Aunay, avait en garde la terre de Philippe de l'Aunay, des paroisses de Châtres et de Saint-Christophe, cités dans l'enquête sur les officiers royaux en 1247, sont sans doute d'anciens seigneurs de l'Aunay-Péan[8].

### La famille Cibel
La famille Cibel ou Sibel possède au XVe siècle la Cochinière à Livet, les Pins, l'Aunay-Péan (aujourd'hui Montecler), et Mirouaut ou Mirvault près de Château-Gontier. Cette famille noble est alliée aux Le Porc, aux Nepveu et aux Quatrebarbes.
On lui donne pour blasonnement : fascé d'or et d'azur de six pièces.
- Colas Cibel tient les assises de la Saugère, 1370.
- Guillaume Cibel, le lundi de la Saint-Michel 1371, reçoit de Julienne Delaunoy, paroissienne de Saint-Christophe, tous ses héritages en la châtellenie de Sainte-Suzanne, « à charge seulement de la gouverner et li fère sa provision de boire, de mangier, de vestier, de chaucer, at autres choses nécessaires à son gouvernement ». Il vivait en 1414.
- Jean Cibel, 1443, 1452.
- Michel Cibel, 1457, mari de Catherine du Bailleul. L'aveu de Michel Cibel à René d'Alençon, (en 1477), vicomte de Beaumont, baron de Sainte-Suzanne, comprend la haute justice de l'Aunay-Péan, les métairies et étangs de Ruaude, la Gautrais, l'Oisillère, les fiefs de Mondoucet tenus de Montcrintin, les titres de forestier de Viraille et de Saulgé, les fiefs d'Aubigné, tenus du seigneur de la Chapelle.
- Jean Cibel, écuyer, curateur avec Ambroise de Loré des enfants d'Étienne du Bailleul et de Radegonde de Loré, 1510.
- Jean Nepveu[9], seigneur de Maillé et la Perrière, épouse le 21 février 1529 Catherine Cibel, veuve de Jean Le Porc (? - x 1519 - † 21 août 1525) seigneur de Mirouaut, 1537
- Jacques (ou Jacq) Nepveu, fils aîné du seigneur de Maillé et de Françoise de Mascon, épouse, également le 21 février 1529, Françoise Le Porc, dame de Charné, fille de Catherine Cibel Vve Le Porc (nouvelle femme de Jean Nepveu).
- Jacques Nepveu, seigneur de la Perrière, l'Aunay, Marolles, Méhubert, la Roussière, la Touche-Quatrebarbes, 1548, 1569.

Jacques eut deux fils qui moururent sans enfants : Claude et Antoine, et une fille, Renée, mariée à Louis de Montecler.
- Antoine Nepveu, fils des précédents, épouse le 2 janvier 1565 Hilaire Gastineau, fille de René Gastineau, chevalier, seigneur de la Tour de Germigny et de la Motte-Saint-Bonnet, et de Françoise de Villequier. Baron de Charné, de la Perrière, de Maillé, chevalier de l'ordre du roi, il était au camp devant La Rochelle le 28 mars 1573.
- Renée Nepveu, demoiselle de Marolles, se marie le 12 juillet 1568 avec Louis de Montecler.

### La famille de Montecler

Armes des Montecler : De gueules au lion d'or couronné et lampassé de même.

- Louis de Montecler, marié le 12 juillet 1568 avec Renée Nepveu, demoiselle de Marolles († mai 1581)[10].
- Urbain de Montecler (1577-1641), premier marquis de Montecler, épouse le 18 avril 1598, du consentement de son parrain Urbain de Montmorency-Laval Boisdauphin, Marie de Froulay, dame de Raveton († 8 mai 1641). En 1618, pour obtenir une autorisation d'y faire dire la messe, Urbain de Montecler expose « qu'il a fait construire une chapelle toute de murailles, couverte d'ardoize, vitrée, pavée, fermante à clef, dans laquelle est un bel autel, un crucifix, plusieurs beaux et grands tableaux d'istoires ».
- André de Montecler (1600-1657), leur fils, époux de Marie de La Flèche de Grisy († 2 avril 1657). La chapelle est dotée de deux cloches de cette époque (1634 et 1643).
- François de Montecler (1641-1699), fils aîné, épouse en cour de Rouen, le 12 octobre 1658, Marie Langlois de Motteville. Il fut vicomte de Raveton, seigneur du Mesnil-Mauger, la Saugère, le Tremblay, Saint-Christophe, etc. ; il était au service du roi de Flandre en 1667.
- André-Marie de Montecler, le second fils, fit ses vœux de chevalier de Malte dans l'église abbatiale d'Évron le 11 juin 1698.
- Joseph-Georges-François de Montecler (1662-1721), fils aîné et quatrième marquis de Montecler, avait épousé le 8 août 1693 Anne de la Matraye, fille d'Ambroise de la Matraye et d'Anne Gaudin.
- Joseph-François de Montecler, cinquième marquis de Montecler (1694-1766), épousa en 1716 Hyacinthe Menon de Turbilly (1699-1742)[11], dame de La Rongère, dont le marquis de Sourches vantait la beauté. En 1710, il dota la chapelle du château d'un ordinaire de messes, « pour l'acquit d'un vœu qu'il avait fait ci-devant ». À cette date et jusqu'à la fin du XVIIe siècle, La Rongère de Saint-Sulpice devint la résidence habituelle des marquis de Montecler.

- Hyacinthe-François-Georges de Montecler, comte, épouse à Paris le 5 septembre 1740 Marie-Charlotte de Montullé, fille de Jean-Baptiste de Montullé. Né le 8 mai 1719 et mort le 5 octobre 1764 à la Rongère, il laisse pour fille unique :
- Hyacinthe-Jeanne de Montecler, se marie le 26 juillet 1768 en la chapelle du château de Saint-Assise avec René-Georges-Marie de Montecler, (1738-1810) cousin germain de son père qui reprend en 1766 le titre de marquis de Montecler. Celui-ci, après avoir été en octobre-novembre 1787 l'un des membres influents de l'assemblée provinciale de Touraine, émigre en 1791. La marquise, suit d'abord son mari puis tente de sauver une partie de la fortune de sa famille. Après avoir mis en vente sa maison de Paris, rue du Cherche-Midi, dans laquelle sa mère, la comtesse de Montecler, était décédée le 1er mars 1781 et qu'elle avait pu retrouver après avoir été emprisonnée sous la Terreur « sous la garde de deux vrais sans-culottes relevés tous les décadis », elle s'éteignit rue Garancière le 17 avril 1805.
- Eugénie-Henriette de Montecler, la cinquième fille des marquis de Montecler, née à Paris le 1er avril 1782, épousa à Saint-Sulpice, près de Houssay, le 2 octobre 1802, Gaspard-Marie de Montecler - cousin germain de son père - et eut en partage la terre de Montecler.
- Henri-Jean de Montecler, né en 1813, leur fils et septième marquis de Montecler, marié le 27 juin 1837 à Adèle-Charlotte-Louise du Boisjourdan, est mort en mai 1883, laissant à ses petits-enfants une terre qui, depuis le XVIe siècle, s'est transmise héréditairement.

Principaux personnages

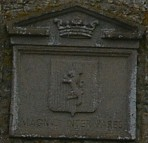
Armes des Montecler : De gueules au lion d'or couronné et lampassé de même.

- 1 gouverneur de Laval au XVIe siècle ;
- 1 ou 2 gentilshommes de la Chambre du roi entre le XVIe et le XVIIe siècle ;
- Des officiers généraux ;

Titre de noblesse
- Marquis de Montecler depuis 1616

Distinction honorifique
- Honneurs de la Cour

Blasonnement
De gueules au lion d'or couronné et lampassé de même.
Devise : Magnus inter pares.
De nos jours les propriétaires de ce château sont Benoît et Odile de Ruffray, descendants de la famille de Montecler.

### Sources et bibliographie
- « Château de Montecler », dans Alphonse-Victor Angot et Ferdinand Gaugain, Dictionnaire historique, topographique et biographique de la Mayenne, Laval, A. Goupil, 1900-1910 [détail des éditions] (BNF 34106789, présentation en ligne)
- Louis Marie Henri Guiller, Recherches sur Changé-les-Laval, tome 1, - .
- François-Augustin Gérault, Notice sur la famille, et le château de Montecler. Mémorial de la Mayenne, volume 2.